# Josef Wirmer
Josef Wirmer, né le 19 mars 1901 à Paderborn et mort le 8 septembre 1944 à la prison de Plötzensee, est un juriste et résistant allemand au nazisme.

## Biographie

### Famille et études
Josef Wirmer est issu d'une famille d'enseignants catholiques. Son père Anton est philologue et directeur du lycée Marianum de Warburg. Josef est le deuxième d'une fratrie de cinq, et le frère de l'homme politique et haut fonctionnaire allemand Ernst Wirmer (de).
Après son Abitur obtenu avec mention, il étudie le droit à Fribourg-en-Brisgau et Berlin et est un membre actif de plusieurs fraternités étudiantes catholiques. Wirmer ne cache pas ses opinions démocrates qui lui valent le surnom de « Wirmer le rouge » (« der rote Wirmer »). Après l'obtention de son diplôme d'assesseur en 1927, il s'installe comme avocat à Berlin.
Josef Wirmer épouse Hedwig Preckel, ils ont ensemble trois enfants.

### Juriste et homme politique (1924-1944)
Il adhère au parti du Zentrum dont il rejoint l'aile gauche et milite pour une grande coalition avec le SPD. Après l'arrivée au pouvoir des nazis, Josef Wirmer manifeste ses convictions démocratiques et son inquiétude face aux menaces qui pèsent sur l'État de droit. En tant qu'avocat, il assure la défense de personnes poursuivies pour des raisons raciales, ce qui lui vaut d'être exclu de l'organisation professionnelle des avocats, procureurs et juges (NSRB). Il est également opposé au concordat du 20 juillet 1933.

### Activité dans la Résistance (1936-1944)

Projet de drapeau allemand par Wirmer, conçu en 1944.

En 1936, il entre en contact avec des syndicalistes résistants réunis autour du chrétien-démocrate Jakob Kaiser. En 1941, il rejoint le cercle formé autour du politicien conservateur Carl Friedrich Goerdeler. Dans la Résistance, il utilise ses contacts pour tenter de rapprocher des groupes traditionnellement méfiants les uns envers les autres tels que les sociaux-démocrates, les formations syndicales, les milieux religieux et la noblesse. Sa maison est l'un des principaux lieux de rencontre des résistants, on y croise le social-démocrate Wilhelm Leuschner, ou le syndicaliste chrétien Max Habermann. Josef Wirmer soutient dès ses débuts le projet d'attentat contre Hitler du comte Claus Schenk von Stauffenberg.
Wirmer esquisse également un nouveau drapeau national ; il sera utilisé, sous une forme modifiée, par un parti allemand, l'union chrétienne-démocrate, de 1953 à 1970.

### Arrestation, procès et exécution (1944)

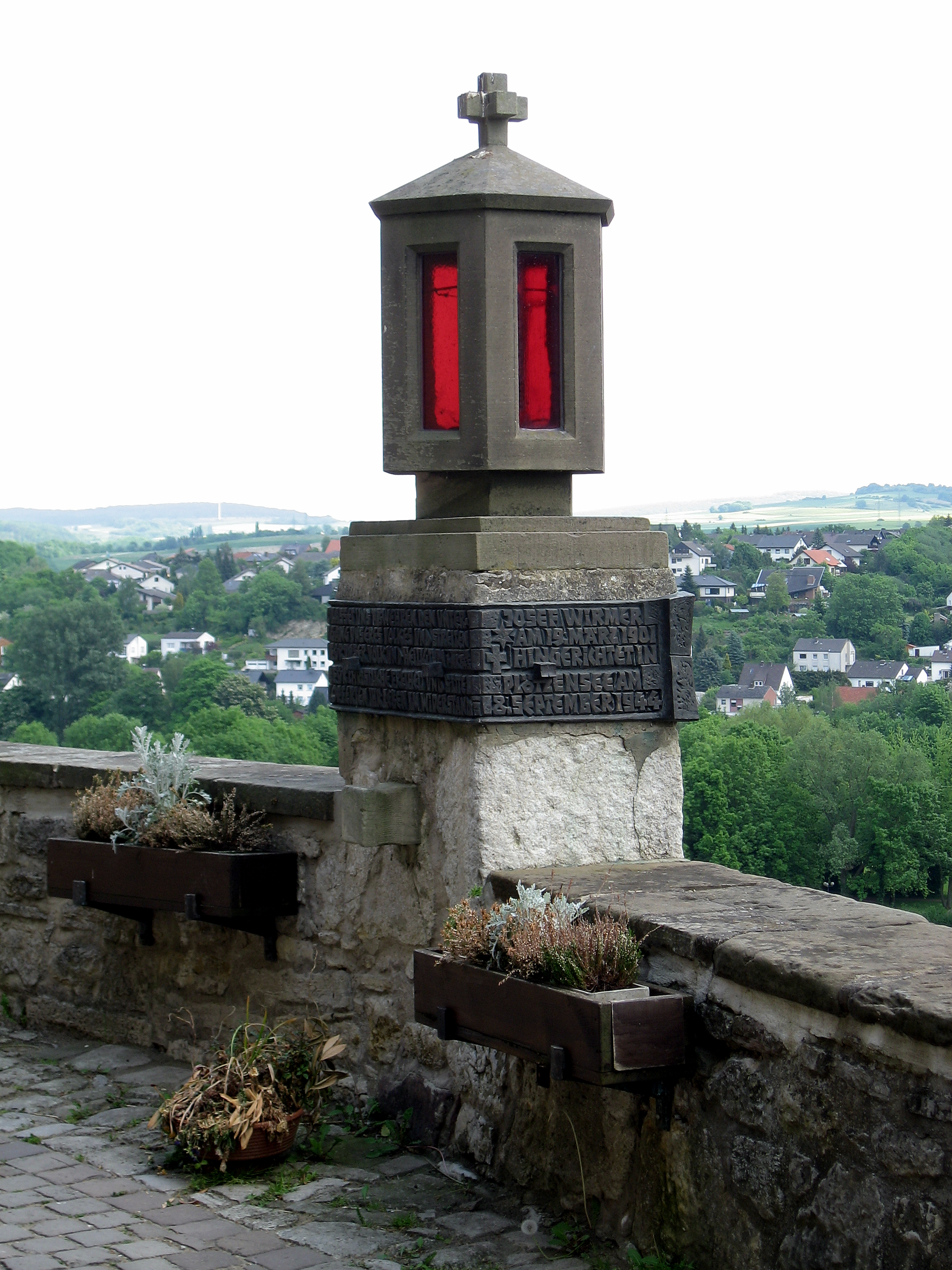
Mémorial en l'honneur de Wirmer et de Wilhelm von Ketteler à Warburg.

En cas de succès du complot du 20 juillet 1944, Josef Wirmer est destiné à devenir ministre de la Justice. Après l'échec de l'opération, l'entrepreneur Katharina Winter (de) lui propose de l'aider à fuir l'Allemagne, mais il refuse par crainte des représailles sur sa famille et est arrêté et emprisonné le 4 août. Il est avec d'autres traduit devant le Volksgerichtshof : les archives du procès et le film tourné en secret sur ordre d'Hitler montrent sa détermination et sa répartie lors des débats. Quand on l'interroge sur ce qui l'a mené à adhérer à la Résistance, il déclare : « Je suis [...] profondément croyant, et c'est mon opinion religieuse qui m'a mené à joindre cette bande de conjurés. ».
Quand le juge Roland Freisler, qui préside le tribunal, l'accuse de lâcheté pour ne pas avoir servi comme soldat bien qu'il fasse partie de la classe 1901, Wirmer dit : « Quand je serai pendu, ce n'est pas moi qui aurai peur, mais vous. ». Freisler lui répond qu'il ira en enfer, Wirmer rétorque : « Ce sera un plaisir pour moi de vous voir bientôt nous suivre. »

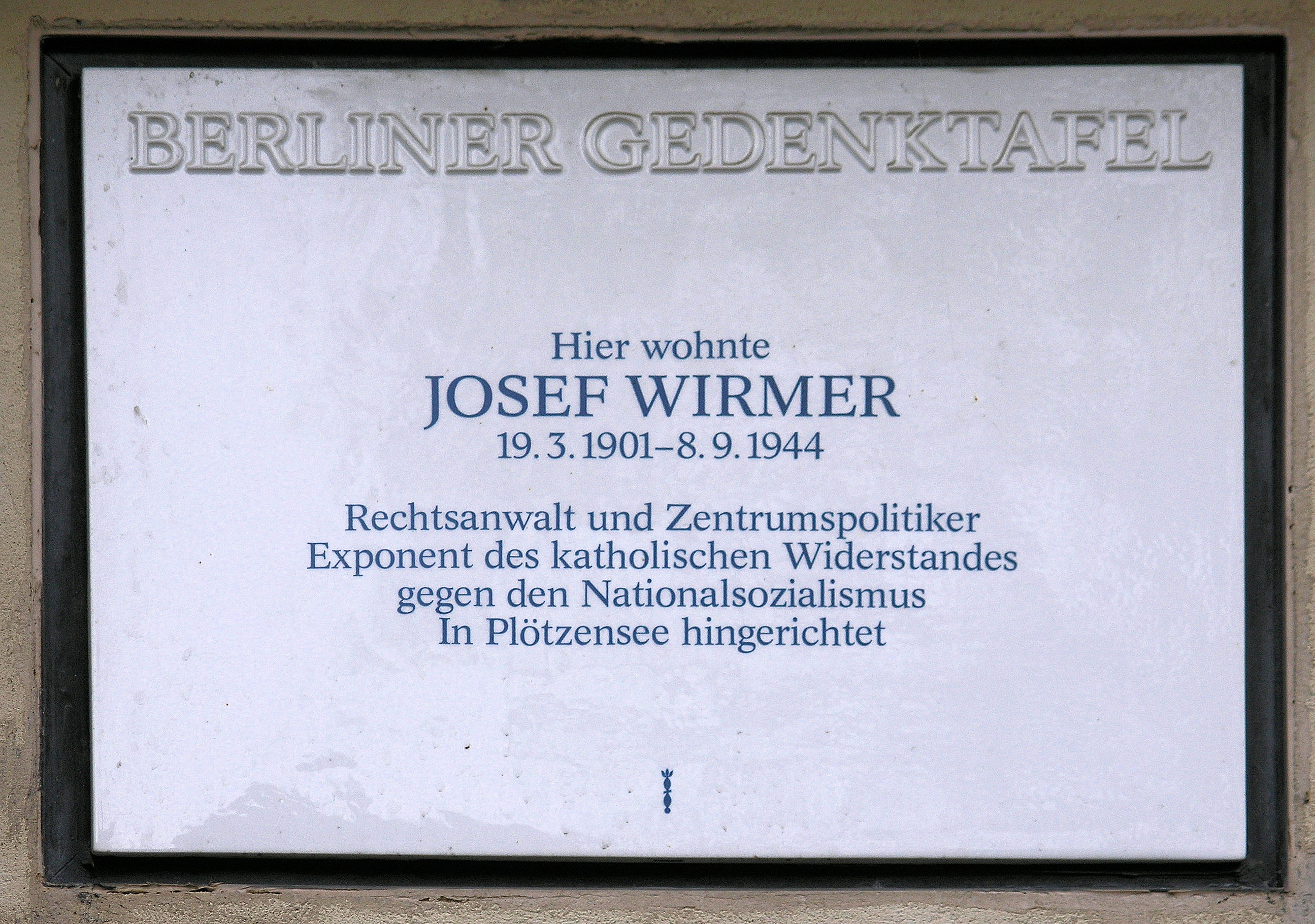
Plaque commémorative au no 56, Holbeinstraße, à Berlin-Lichterfelde.

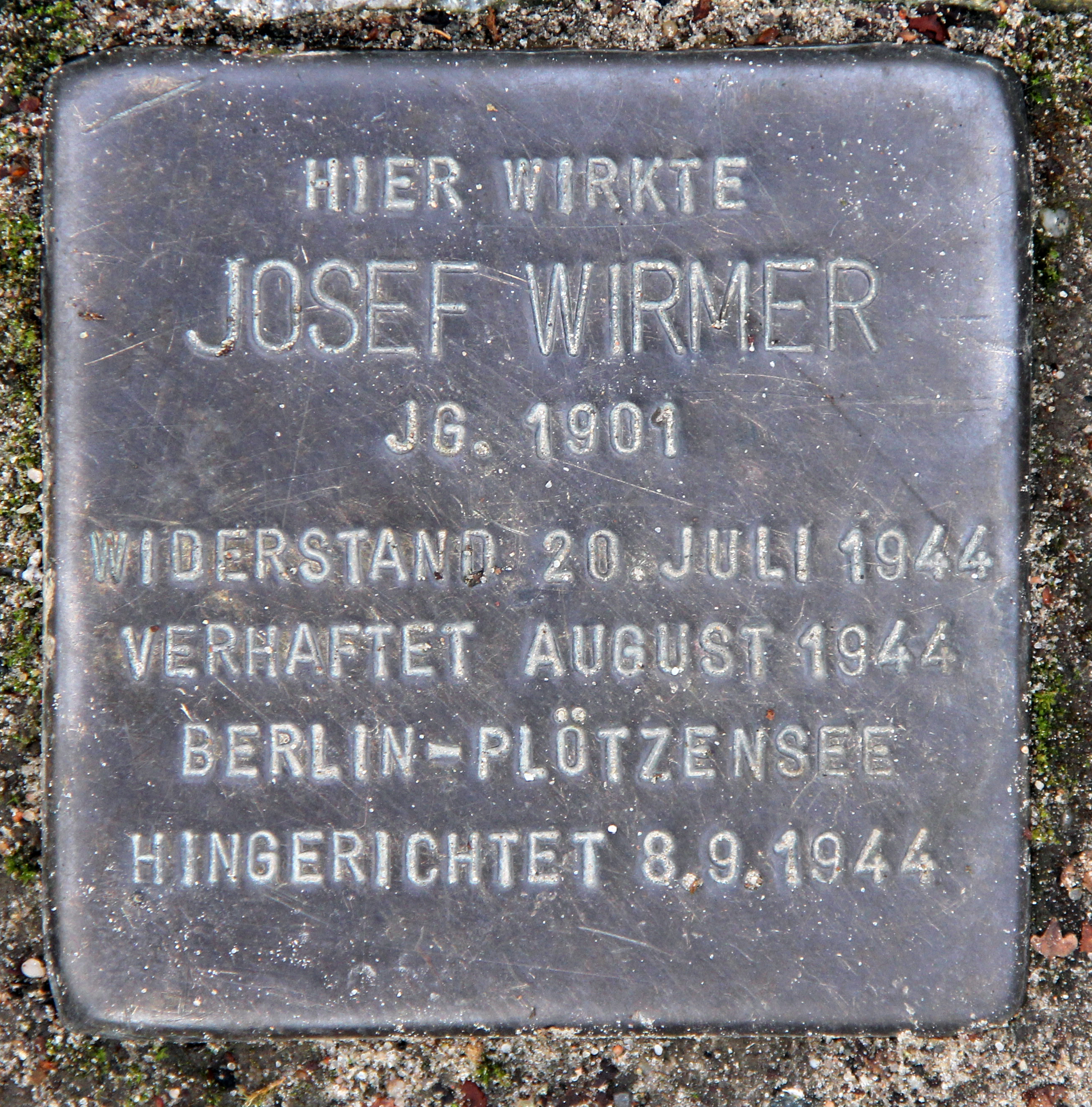
Stolperstein devant le no 17, Dürerstraße, à Berlin-Lichterfelde

Le 8 septembre 1944, Joseph Wirmer est condamné à mort. Deux heures après la sentence, il est pendu avec un fil métallique à la prison de Plötzensee, comme les autres condamnés Georg Alexander Hansen, Ulrich von Hassell, Paul Lejeune-Jung, Ulrich Wilhelm Schwerin von Schwanenfeld et Günther Smend.
Wirmer écrit dans une lettre du 7 août 1944 à son ami J. Hermann Siemer qui a recueilli sa famille après son arrestation, à propos de la tentative de renverser le régime nazi : « Même cet engagement infructueux a une valeur intrinsèque. »